# بورگوفرانکو دایورا
بورگوفرانکو دایورا (به ایتالیایی: Borgofranco d'Ivrea) یک کومونه در ایتالیا است که در استان تورین واقع شده‌است.

## خصوصیات
بورگوفرانکو دایورا ۱۳٫۳ کیلومترمربع مساحت و ۳٬۷۸۰ نفر جمعیت دارد و ۲۵۳ متر بالاتر از سطح دریا واقع شده‌است.